# Jean Jansem
 (mai 2014).
Si vous disposez d'ouvrages ou d'articles de référence ou si vous connaissez des sites web de qualité traitant du thème abordé ici, merci de compléter l'article en donnant les références utiles à sa vérifiabilité et en les liant à la section « Notes et références ».
Jean Jansem, pseudonyme de Ohannès Semerdjian, né le 9 mars 1920 à Seuleuze (Sölöz) près de Bursa en Turquie, et mort le 27 août 2013 à son domicile à Saint-Aignan-sur-Cher (Loir-et-Cher), est un artiste peintre, sculpteur et graveur français d'origine arménienne.

## Biographie

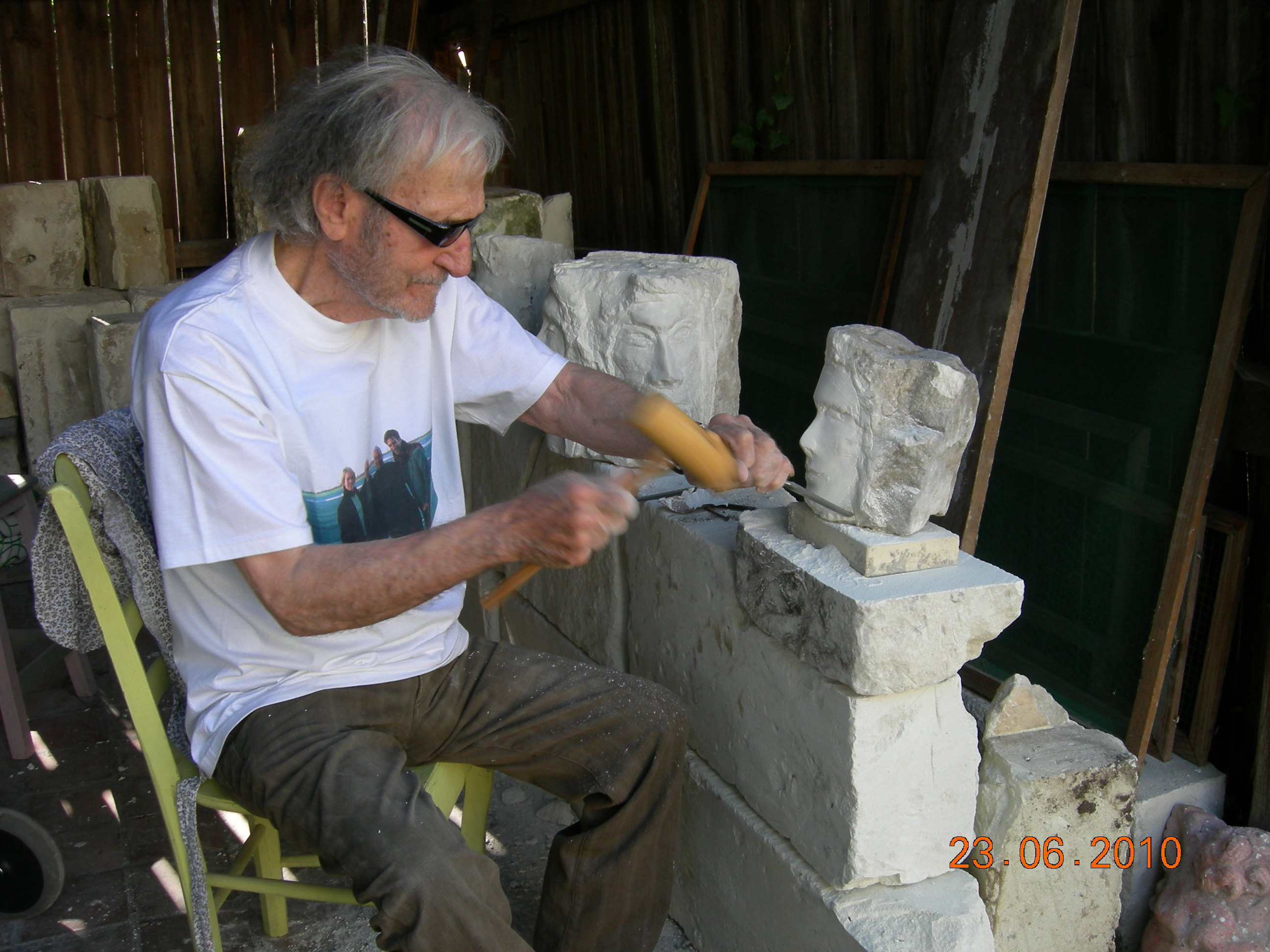
Jean Jansem dans son atelier de sculpture à Saint-Aignan-sur-Cher en 2010.

Ohannès Semerdjian naît en Turquie de parents arméniens, son père y étant industriel dans le fil de soie, et la guerre qui éclate en 1922 entre la Turquie et la Grèce contraint sa famille à émigrer à Thessalonique où elle reprend le travail de la soie et où il passe donc son enfance, son intérêt pour la peinture le faisant alors reproduire des scènes de la mythologie antique.
La contrainte de soins hospitaliers à l'âge de dix ans, du fait de ses os du pied cassés, l'amène en France accompagné de sa mère où, après quatre années d'immobilité en hôpital (dont six mois chez les frères de l'Ordre hospitalier de Saint-Jean-de-Dieu près de Dinan), il investit un vaste local à Issy-les-Moulineaux, y établit son atelier et y peint, déjà avec succès, des portraits et des paysages. il suit néanmoins des cours du soir des ateliers Beaux-Arts de la Ville de Paris au 80, boulevard du Montparnasse, fréquentant simultanément une école préparatoire de la place des Vosges. Puis, assurant assez convenablement sa subsistance en peignant le soir des lettres à l'attention des courses de lévriers, ensuite en pratiquant la retouche photographique, il est en 1936 élève de Maurice Brianchon, Raymond Legueult et Roland Oudot à l'École des arts décoratifs de Paris, y obtenant son diplôme en 1938 . La guerre venue, réformé du fait de son pied, il travaille dans une usine de masques à gaz jusqu'à la Libération, tout en continuant de peindre. Il est naturalisé français en 1940, participe au Salon des indépendants en 1941 et continue de fréquenter les ateliers d'Yves Brayer, Jean Aujame, Édouard Georges Mac-Avoy et Édouard Goerg à l'Académie de la Grande Chaumière jusqu'à sa sélection pour le Salon d'automne en 1945.
Au cours de nombreux séjours en Grèce (premier retour en 1950), en Espagne, en Italie, il peint et dessine d'après nature notamment la tauromachie, les processions, les marchés, les carnavals et les scènes d'atelier. Parallèlement il exécute des lithographies et des gravures en relation avec ses thèmes.
En 1957, sa carrière devient internationale. Il expose en Italie, en Suisse, en Angleterre et surtout aux États-Unis. En 1969, la galerie Mitsukoshi présente une rétrospective de ses œuvres à Tokyo et, depuis, son travail est régulièrement présenté au Japon.
Deux musées lui sont consacrés : à Ginza (Tokyo), en 1992, et à Azumino, en 1993.
En 2002, il se rend en Arménie pour l'inauguration officielle de son exposition « Massacres » au Musée du génocide à Erevan.
Mort le 27 août 2013, Jean Jansem repose au cimetière intercommunal de Clamart.

### Prix et distinctions

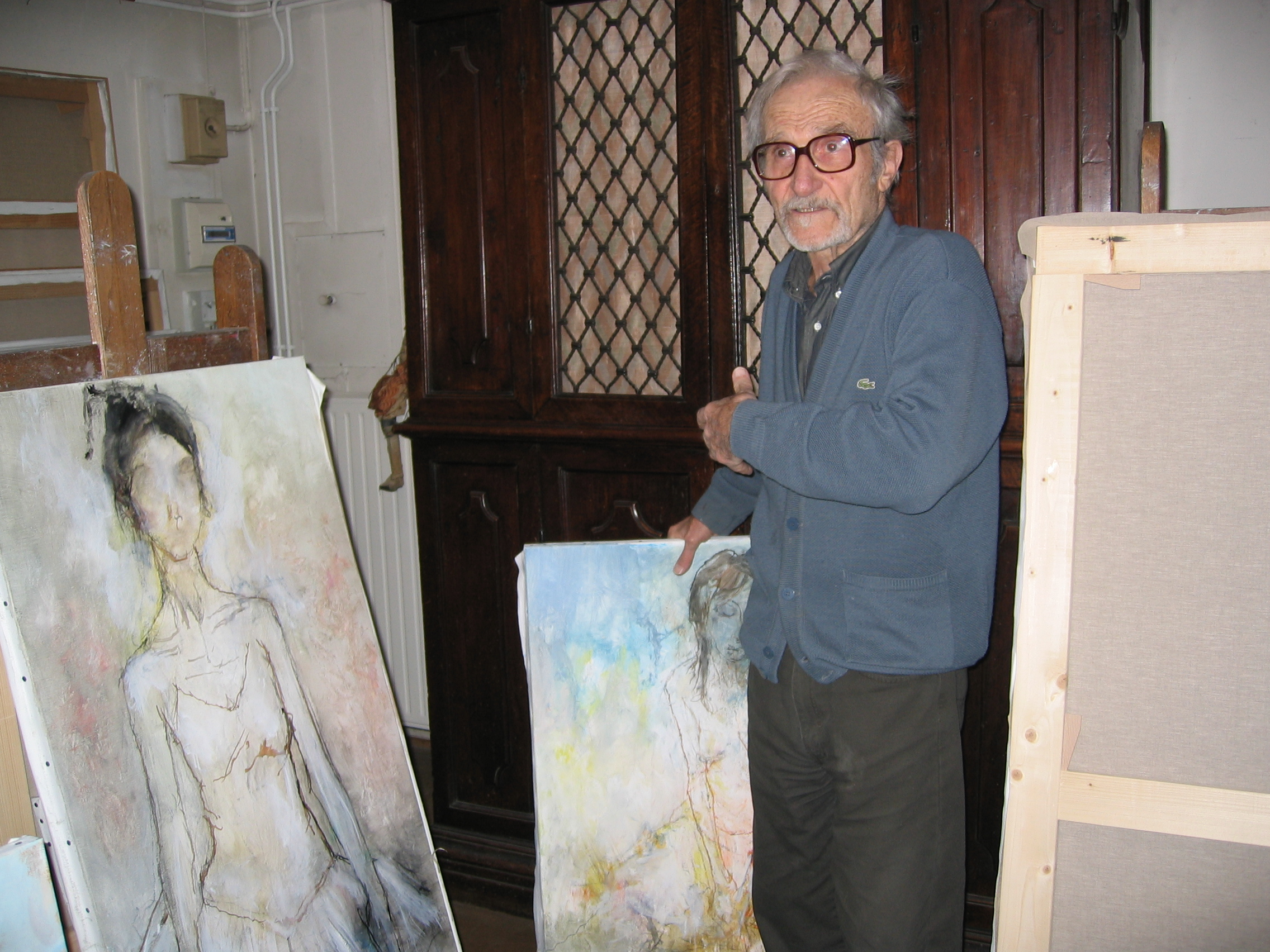
Jean Jansem en 2004

#### Prix
- 1951 : Prix populiste de peinture remis au musée d'art moderne de la ville de Paris pour Les buveurs[4].
- 1953 : Prix Antral décerné par la Ville de Paris[4].
- 1958 : Prix Europe de peinture contemporaine, Biennale de Bruges.
- 1958 : Prix Air France, Salon Comparaisons, Paris.

#### Distinctions
- 1997 : Chevalier des Arts et des Lettres, France.
- 2002 : Distinction Mesrop Mashtots reçue du président de la république d'Arménie.
- 2002 : Docteur Emeritus de l’Académie des sciences de la République d'Arménie.
- 2003 : Chevalier de la Légion d'honneur, France.
- 2010 Médaille d'honneur pour sa contribution au renforcement de l'amitié franco-arménienne reçue du président de la république d'Arménie.

## Illustrations de livres
- 1960 : Jehan-Rictus, Les Soliloques du pauvre - Éditions Pierre de Tartas, Sèvres
- 1963 : Charles Baudelaire, Le Spleen de Paris - Éditions Les Cent-Une, Paris
- 1964 : Histoire de France, texte de Marcel Reinhart - Éditions Club du Livre, Paris (illustrations : la Révolution)
- 1965 : Cervantes, Rinconete et Cortadillo, Éditions Les Francs Bibliophiles, Paris
- 1966 : François Villon, Œuvres poétiques, préface de Raymond Charmet - Éditions Club du Livre, Paris[5]
- 1970 : Gilbert Cesbron, Les saints vont en enfer - Éditions Robert Laffont, Paris
- 1970 : L'Atelier, album de lithographies avec Paul Aïzpiri, Guy Bardone, André Brasilier, Bernard Buffet, André Cottavoz, René Genis, Paul Guiramand, André Minaux, Gravure Matignon, Paris
- 1973 : Hervé Bazin, Qui j'ose aimer - Éditions André Sauret, Monte-Carlo
- 1974 : Jean Giono, Solitude de la pitié - 11 eaux-fortes par Jea Jansem, 175 exemplaires numérotés, Éditions Le Livre Contemporain et Les Bibliophiles franco-suisses
- 1974 : Jules Laforgue, L'Imitation de Notre-Dame la lune, préface de Robert Mallet - Éditions Les Cent-Une, Paris
- 1977 : Federico García Lorca, Noces de sang - Éditions Léger, Paris
- 1979 : Albert Camus, Œuvres complètes tome V, théâtre - Éditions André Sauret, Monte-Carlo
- 2007 : Jacques Casanova, Cultiver les plaisirs - Les Éditions Ludi Florales, Florence-Paris

## Expositions[6]

### Expositions personnelles
- 1935 : Gouaches, Galerie Cazenave, Paris.
- 1950 : Peintures, Galerie Doucet, Paris[4].
- 1954 : Visages d'Espagne, peintures, Galerie Hervé, Paris[4].
- 1955 : Galerie Dusevel, Amiens[4].
- 1956 : Peintures récentes, Galerie Hervé, Paris[4].
- 1957 : Dessins, Galerie La Feluca , Rome ; Peintures, Musée municipal de Palerme (Sicile)[4].
- 1957 : Dessins, Librairie Gérard Mourgue, Paris.
- 1959 : Galerie Hervé, Paris[4].
- 1963 : Processions et cortèges peintures, Galerie Hervé, Paris.
- 1963 : Dessins et gravures, Galerie Reichenbach, Paris[1].
- 1964 :  Œuvre gravé, Galerie La Gravure, Lausanne.
- 1965 : Personnages peintures, Wally Findlay Galleries, New York, Palm Beach, Chicago.
- 1965 : Les marchés peintures à la Galerie David et Garnier, Paris[1].
- 1966 : Peintures, The Lefebvre Gallery, Londres.
- 1966 : Village de pêcheurs-Burano, peintures, Wally Findlay Galleries, New York, Chicago[5].
- 1967 : Village de pêcheurs, Wally Findlay Galleries, Palm Beach.
- 1967 : Rétrospective, Galerie Isy Brachot, Bruxelles.
- 1968 : Œuvres récentes, Galerie Moyon-Avenard, Nantes.
- 1968 : Nus, peintures, The Lefevre Gallery, Londres.
- Novembre-décembre 1968 : The Ballet Backstage, peintures, Wally Findlay Galleries, New York[7].
- 1969 : La danse peintures, Galerie Maurice Garnier, Paris.
- 1970 : La danse peintures, Wally Findlay Galleries, Chicago, Palm Beach, New York.
- 1970 : La danse peintures, Galerie Tamenaga, Tokyo, Osaka.
- 1970 : Œuvres récentes, peintures, Galerie Martal, Montréal.
- mars-avril 1971 : Œuvres récentes, peintures, Galerie Philippe Ducastel, Avignon.
- 1971 : Corridas, Galerie Maurice Garnier, Paris.
- 1971 : Lithographies, Gravure Matignon, Paris.
- 1971 : Nus peintures, Galerie Isy Brachot, Knokke-le-Zoute.
- 1972 : Œuvres récentes, peintures à la galerie Isy Brachot, Bruxelles.
- 1972 :  Dessins et aquarelles, Galerie Maurice Garnier, Paris.
- 1972 : Œuvres récentes, galerie Multiple, Marseille.
- 1972 : Œuvres récentes, peintures, The Lefevre Gallery, Londres.
- 1973 : Dessins et aquarelles, Wally Findlay Gallery, Palm Beach.
- 1973 : Œuvres récentes, peintures à la galerie Maurice Garnier, Paris.
- 1973 : Œuvres récentes, peintures à la galerie Ducastel, Avignon.
- 1974 : Rétrospective Jansem, peintures à la galerie Mitsukoshi, Tokyo.
- 1974 : Œuvres récentes, peintures à la galerie Tamenaga, Osaka.
- 1974 : Hommage à Jansem peintures, dessins, lithographies à la Fondation Alec Manoukian, Beyrouth.
- 1975 : Le temps qui passe peintures à la Galerie Maurice Garnier, Paris.
- 1975 : Dessins, aquarelles et huiles à la galerie du Carlton, Cannes.
- 1975 : Dessins, aquarelles et lithographies à la galerie Guérin-Vié, Nantes.
- 1975 : Jansem, galerie Art-Club à Toulouse.
- 1976 : Paysages peintures à la galerie Maurice Garnier, Paris.
- 1976 : Œuvres récentes, peintures à la galerie Marbach (Mulhouse), à la galerie du Carlton (Cannes) et à la galerie Ducastel (Avignon).
- 1977 : Paysages d'Italie dessins et aquarelles à la galerie Maurice Garnier, Paris.
- 1977 : Lithographies à la galerie Ducastel (Avignon) et aquarelles à la galerie Jardin Das artes, Sao Paulo.
- 1978 : Mascarade peintures à la galerie Matignon, Paris, chez Mitsukoshi à Tokyo (Japon)et à la galerie Lacydon (Marseille).
- 1978 : Œuvres récentes, peintures à la galerie Moyon-Avenard (Nantes) et au Manoir du Mad (Bayonville).
- 1979 : Rétrospective Jansem au Château des Papes à Châteauneuf du Pape.
- 1979 : Jansem, peintures à la galerie Marbach (Mulhouse)et Everard Read Gallery, Johannesbourg.
- 1980 : Masques peintures à la galerie Matignon, Paris
- 1980 : Jansem - Rétrospective, château de Val, Lanobre[8].
- 1980 : Jansem, peintures, galerie Lutetia, Koenigstein.
- 1980 : Art Expo : galerie Matignon, New York, Los Angeles.
- 1981 : Art Expo : galerie Matignon, New York.
- 1982 : Jansem 30 années de dessin, Galerie Matignon, Paris.
- 1983 : Œuvres récentes, peintures, Galerie Matignon, Paris, et Galerie de la Prévoté, Aix-en-Provence.
- 1983 : Jansem, peintures, Everard Read Gallery, Johannesbourg.
- 1984 : Œuvres récentes, peintures, Galerie Tamenaga (Tokyo, Japon) et Galerie Mitsukoshi (Tokyo et Osaka).
- 1985 : Jansem, Œuvre lithographié, Galerie Matignon, Paris ; Galerie Ducastel, Avignon ; galerie de Francony (Japon).
- 1985 : Jansem, peintures, Galerie Moyon-Avenard, Nantes.
- 1986 : Rétrospective : Jansem, peintures, Château de Sédières, Clergoux (Limousin).
- 1986 : Processions peintures à la galerie Matignon, Paris.
- 1986 : Jansem peintures et aquarelles à la galerie Christiane Vallé, Clermont-Ferrand.
- 1988 : Processions peintures à la galerie Lacydon, Marseille.
- 1989 :Jansem pastels, gouaches, dessins à la galerie Flora J., Paris.
- 1991 : Hommages dessins et pastels à la galerie Flora J., Paris.
- 1992 : Œuvre gravé à la galerie Flora J., Paris.
- 1993 : Carnavals peintures à la galerie Matignon, Paris.
- 1993 : Jansem rétrospective des lithographies au Printemps Ginza à Tokyo -Japon.
- 1994 : Cent dessins, La Maison des arts, Antony.
- 1995 : Œuvres sur papier, dessins à la galerie Flora J.
- 1995 : Jansem, peintures, dessins et lithographies au Printemps Ginza, Tokyo.
- 1996 : Rétrospective Jansem : Azumino Jansem Museum et Daimaru Museum, Tokyo -Japon.
- 1996 : Jansem peintures : exposition itinérante au Japon.
- 1997 : Œuvres sur papier, dessins, Galerie Matignon, Paris.
- 1997 : Natures mortes peintures à la galerie Flora J.
- 1997 : Jansem, hôtel de Ville d'Issy-les-Moulineaux.
- 1997 : Rétrospective Jansem, Musée Navio, Osaka.
- 1998 : Jansem au Printemps Ginza à Tokyo.
- 1998 : Grands formats, peintures et dessins à la galerie Matignon, Paris et Saga Fiac Edition à la Galerie Flora J., Paris.
- 1999 : Dessins au Musée Azumino Jansem, Azumino, Nagano-Ken.
- 1999 : Jansem - Rétrospective, presbytère Saint-Jacques à Bergerac ; Centre culturel et médiathèque de Cavalaire-sur-Mer.
- 2000 : Mythologies peintures, Galerie Matignon et galerie Flora J., Paris[9].
- 2000 : Jansem, dessins et pastels, Musée Azumino Jansem, Azumino, Nagano-Ken.
- 2000 : Jansem, peintures et dessins, Galerie Rienzo, New York
- 2000 : Œuvres choisies, Galerie Christiane Vallé, Clermont-Ferrand
- 2001 : Massacres, peintures, Galerie Matignon et Galerie Flora J., Paris.
- 2001 : Jansem - Peintures, Galerie L'Ami des Lettres, Bordeaux et Musée Ludwig von Saarlouis (Allemagne).
- 2002 : Massacres, Trente quatre peintures, Musée du génocide arménien, Erevan.
- 2002 : Jansem peintures et dessins au Printemps Ginza à Tokyo : exposition itinérante en galeries.
- 2003 : Les mariages, peintures, Galerie Matignon, Paris.
- 2004 : Les murs, peintures, Galerie Matignon, Paris.
- 2004 : Jansem - Rétrospective, château de Vascœuil.
- 2005 : Œuvres choisies au Cri d'Art, Amnéville-les-Thermes ; Espace Riquet, Béziers ; Galerie Christiane Vallé, Clermont-Ferrand.
- 2006 : Œuvres récentes peintures à la galerie Matignon, Paris ; Galerie Marcel Billy, La Baule.
- 2006 : Jansem, Galerie des remparts, Bordeaux.
- 2007 : Visages, 1947-2006 dessins à la galerie Matignon, Paris.
- 2007 : Rétrospective - Lithographies originales, Galerie Matignon, Paris.
- 2007 : Jansem expressionniste humaniste, œuvres choisies 1989-2003, peintures, Galerie Matignon, Paris.
- 2007 : Hommage à Jean Jansem, peintures aux Moulins Albigeois à Albi
- 2007 : L'œuvre graphique 1951-2006, dessins à la Villa Tamaris, La Seyne-sur-Mer.
- 2008 : Ballerines 1968-2009, peintures et dessins, Galerie Matignon, Paris.
- 2008 : Dessins érotiques, Galerie Matignon, Paris.
- 2008 : Jansem humanistic Expressionist à Everard Read Gallery, Johannesbourg.
- 2009 : Paysages 1933-2009, peintures et dessins à la galerie Matignon, Paris.
- 2010 : Jansem - Paysages, Galerie l'Art Ancien, Orléans.
- 2010 : Jansem au Château de la Barbinière, Galerie Viviane Henwood, Cholet.
- 2011 : Jansem artiste humaniste organisé par Antranik Youth Association, Beyrouth.
- 2012 : L'univers de l'atelier, Galerie Matignon, Paris.
- 2013 : Hommage à Jansem à la galerie Matignon.
- 2014 : Jansem, 75 ans de peinture, Galerie Matignon, Paris.
- 2014 : Jansem d'après nature, peintures et dessins de paysages, La Maison des arts, Antony.
- Janvier-février 2018 : Galerie Christiane Vallé, Clermont-Ferrand[10].

### Expositions collectives

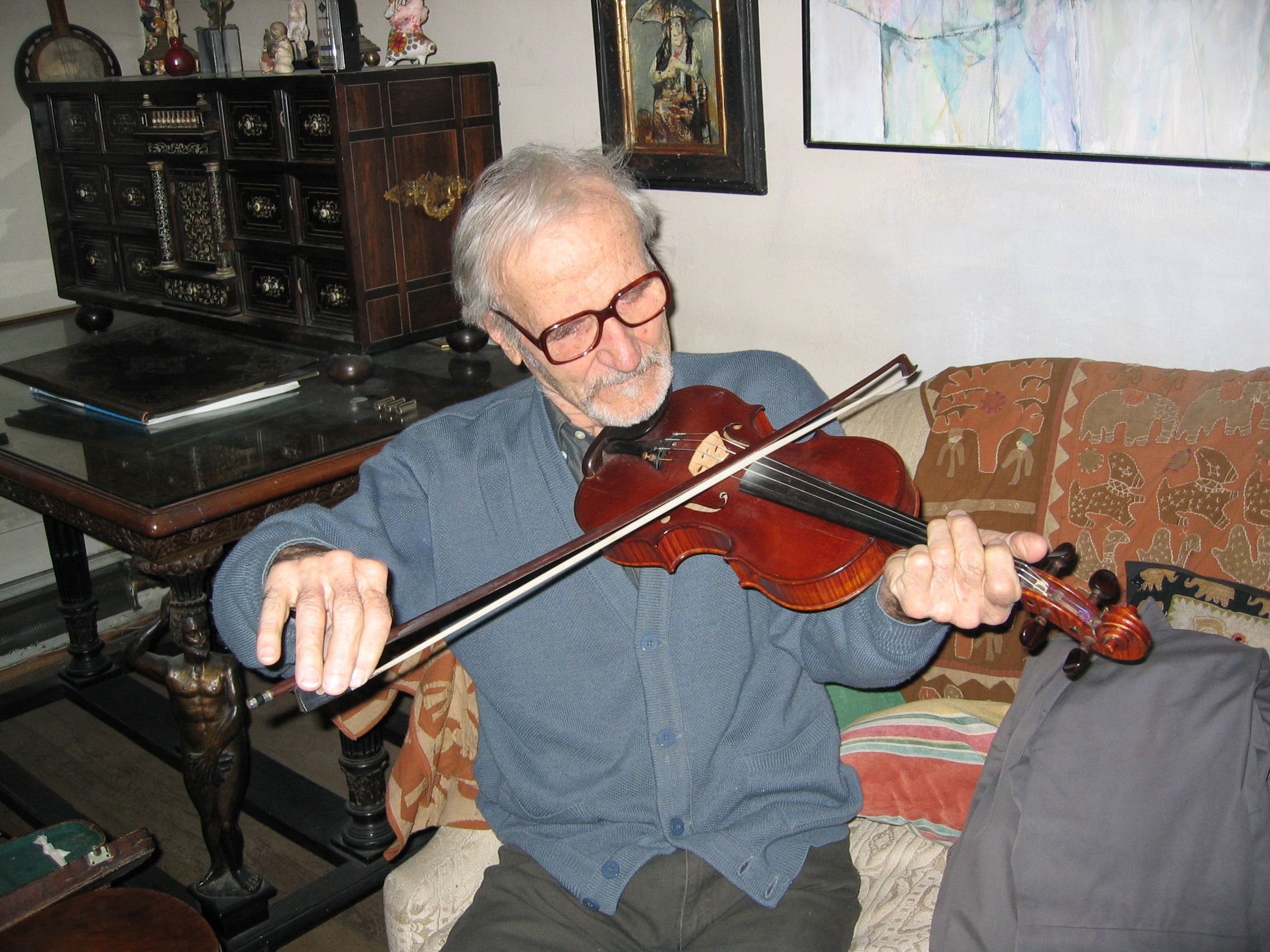
Jean Jansem en 2004

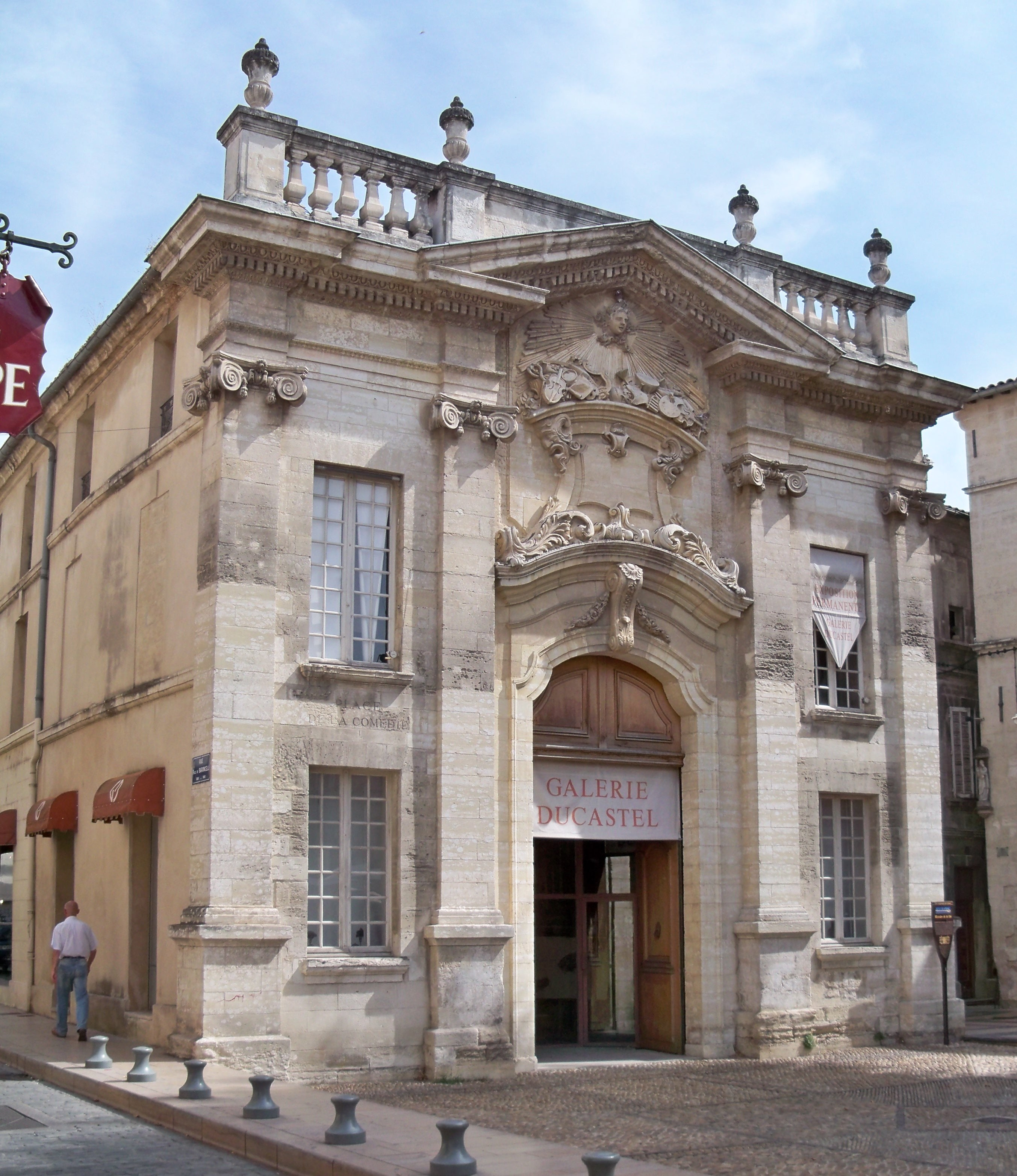
Théâtre Louis-XIV de la place Crillon, Avignon

- 1941, 1946-1952, 1954-1956 : Salon des indépendants, Paris[1],[4].
- 1945 : Salon des artistes libres arméniens, Paris[3].
- 1945, 1951-1959 : Salon d'automne, Paris[4].
- 1952, 1953, 1955-1958 : Salon de la Jeune Peinture, Paris[4].
- 1953-1959 : Salon du dessin et de la peinture à l'eau, Paris[4].
- 1955 : Biennale de Menton (Alpes-Maritimes)[4].
- 1955, 1957 : Salon des peintres témoins de leur temps, Musée Galliera, Paris[4].
- 1956-1958 : École de Paris, Galerie Charpentier, Paris[4].
- juillet-août 1957 : Festival mondial de la jeunesse et des étudiants, Moscou.
- 1957-1959 : Salon Comparaisons, Paris[4].
- 1957-1959 : Biennale de jeune peinture et de jeune sculpture de Paris, pavillon de Marsan, Paris[4].
- 1958 : Biennale de jeune peinture contemporaine de Bruges, 1958[4].
- octobre 1959 : Le pétrole vu par 100 peintres, musée Galliera, Paris[11].
- 1958-1959 : Salon des Tuileries, Paris[4].
- 1958-1959 : Salon de l'art sacré, Paris[4].
- mai 1963 : Exposition organisée à l'occasion des États généraux du désarmement, Cercle Volney, Paris.
- décembre 1964 : Grands maîtres, petits formats - Pierre Bonnard, Philippe Cara Costea, Jean Commère, Henri-Edmond Cross, Honoré Daumier, André Derain, Charles Despiau, Charles Dufresne, Raoul Dufy, André Dunoyer de Segonzac, Georges Feher, Tsugouharu Foujita, Édouard Goerg, Jean Jansem, Charles Marcon, André Marchand, Henri Matisse, André Minaux, Alain Mongrenier, Roger Mühl, Jules Pascin, Pierre-Auguste Renoir, Georges Seurat, Paul Signac, Maurice de Vlaminck, Jacques Van den Bussche, Galerie Jean-Claude Bellier, Paris.
- décembre 1974 - janvier 1975 : Première exposition internationale des arts de Téhéran, Centre des expositions internationales de Téhéran[12].
- 1982 : Les maîtres de l'École de Paris, Roger Chapelain-Midy, Yves Brayer, Christian Caillard, André Planson, Jean Jansem, Germaine Lacaze, Galerie du Parlement, Bordeaux.
- 1982 : Rétrospective - Vingt années d'expositions, Galerie Ducastel, Théâtre Louis-XIV de la place Crillon, Avignon.
- 1992 : De Bonnard à Baselitz - Dix ans d'enrichissements du cabinet des estampes, 1978-1988, Bibliothèque nationale de France, Paris[13].
- 2003 : Peintures des années 1980, Galerie Rienzo, New York.
- juin-décembre 2007 : L'alternative figurative, Musée d'art Roger-Quilliot, Clermont-Ferrand[2].
- août 2020 : Cent lithographies de peintres contemporains, château-mairie de la Mothe, Mérinchal[14].

## Réception critique
- « Jansem est violemment dramatique autant par le caractère de ses personnages, par leurs visages, leurs attitudes, le pathétique de leur regard que par sa couleur où domine une tonalité de gris verdâtre dans laquelle éclatent, avec d'étranges sonorités, des rouges vifs, des jaunes clairs. En peu de temps, cet artiste a pris à juste titre une des premières places parmi les jeunes peintres. La large précision de son dessin, son habileté de coloriste sont au service d'une inquiétude qui se retrouve dans toutes ses toiles. Il y prouve une maturité assez exceptionnelle. » - Raymond Cogniat[15]
- « Dans les peintures de Jansem évoluent les projections de la spiritualité. Dans cet éclairage, gens et objets sont dressés à des hauteurs qui touchent le sacré... Les personnages anonymes captés au cours de leurs occupations traversent le champ des tableaux comme des apparitions d'un ordre supérieur... Dans le thème de la procession, l'atmosphère est le vrai vêtement des gens du cortège, gangue légère qui enrobe les êtres et les pénètre, ciment subtil qui les lie, les coordonne et leur transmet son esprit. C'est le manteau sacré qui enveloppe les robes réelles et les anime dans ses remous. Rien n'est plus riche, plus somptueux que ce tissu aux reflets éblouissants. Les étoffes rebrodées d'or et de pierreries n'ont pas cet éclat. L'atmosphère communique son pouvoir aux êtres ; ils portent la branche fleurie comme le cierge ou la croix. Tête haute ou baissée ils marchent tels les délégués d'un empire spirituel. Leurs faces, leurs corps sont décorés d'éclaboussements de lumière. Leurs visages expriment la force de la tranquille et grave conscience. Sur presque tous les tableaux règne l'extraordinaire environnement tandis que les sentiments des personnages s'unissent sous le signe de la dignité. L'enfant comme l'aïeul arbore un caractère d'autorité. » - Marcel Zahar[1]
- « Pour Mascarade, Jansem a donné libre cours à des hantises et à une sorte de débauche païenne autorisant tous les délires de l'imagination et des sens. Dans La Fleur aux dents, la Mort n'est jamais loin de l'extase ni la Bête de l'Homme comme dans La Fête écarlate. Ce tourbillon d'oripeaux, de lumières et de couleurs dansantes exalte, en partie double, la sensualité effrénée et la mélancolie d'un monde où la Femme représente la survie. Par elle, animant la sarabande de masques dérisoires, la postérité d'autres fous est assurée. » - Jean-Marc Campagne[16]
- « On pense à James Ensor dans les dernières toiles de Jansem, toutes consacrées au carnaval. expressionniste sarcastique, Jansem figure parmi les chefs de file du courant misérabiliste qui s'épanouit au lendemain de la dernière guerre en France. Un art dont l'âpreté confine à la caricature, mettant en scène des personnages hagards, plongés dans un climat morbide dû à un dessin d'une grande acuité et à une lumière venue on ne sait d'où. » - Gérald Schurr[17]
- « Peu concerné par les recherches plastiques contemporaines, il a pu être compté, dès 1948, au nombre des peintres dits alors "misérabilistes". Par séries, il décrit une humanité souffreteuse, ménagères, romanichels, bergers, dans des tons éteints soulignés d'un graphisme aux traits secs et hachés. Il évolue ensuite, vers 1970, à une peinture plus heureuse, faisant des nus, des maternités et des danseuses, ses thèmes de prédilection. » - Dictionnaire Bénézit[3]
- « La logue fresque humaine de Jansem s'étire sur les cimaises, toute vibrante de ses ondes palpables, ses personnages s'enchaînent et se répondent en des mouvements fluides, resserrés ou syncopés, brusquement accélérés ou, au contraire ralentis, puis immobiles dans leur cheminement mystérieux. Le langage de Jansem est ininterrompu depuis plus de cinquante ans qu'il transmue, dans le secret de son atelier, dessin et couleurs, matières et lumière, en un charnel enchantement. Dans son exigence d'une vraie représentation incarnée, Jansem élève sa peinture à hauteur d'homme. » - Lydia Harambourg[9]
- « Ce perpétuel hommage à Ensor et à Goya, les grandes admirations de Jansem, n'est pas seulement l'œuvre d'un extraordinaire dessinateur, mais aussi celui d'un subtil coloriste. La diversité des thèmes abordés favorise la maîtrise de toutes les nuances de la palette, du noir des tout premiers tableaux aux blancs subtils de ses ballerines, en passant par les nuances de ses lagunes de Venise ou bien par les tons chauds des natures mortes... L'art de Jansem, au service de sa vision inquiète du monde, illustre son moi profond et non un vulgaire assujettissement à la mode du misérabilisme, comme le prouve, cinquante ans plus tard, la continuité de son expression. Il y a quelque chose d'espagnol chez cet artiste des silences, de la solitude, du recueillement, des processions, qui témoigne de la capacité de l'art figuratif à restituer l'inexprimable, l'invisible, l'éternel, le divin. Jansem est un des grands artistes figuratifs de son temps, occulté comme d'autres au motif d'avoir perpétué et non pas détruit. » - Éric Mercier[2]
- « Partagée entre, d'une part, la représentation des victimes de la persécution ou de scènes tauromachiques et, de l'autre, celle de l'élégance chorégraphique ou de paysages apaisés, l'œuvre de Jansem, qu'elle soit picturale, dessinées ou lithographiée, est à la fois très connue du public, en France comme à l'étranger - deux musées lui sont consacrés au Japon - et guère reconnue de la critique, peu sensible aux choix figuratifs d'un artiste dont la joliesse peut être interprétée comme une réponse à une expérience traumatique. » - Pascal Ory[18]

## Collections publiques

### France[6]
- Musée d'art Roger-Quilliot, Clermont-Ferrand[4] :
  - Homme au coq, huile sur toile.
  - Jeune fille pensive, huile sur toile.
  - Nature morte aux cruches, huile sur toile.
  - Portrait de Madame Combe, huile sur toile.
- Mairie d'Égletons, Travaux dans la grande pièce d'eau, huile sur toile 54x73cm[4].
- Musée d'art figuratif, Fontainebleau.
- château-musée de la Mothe, Mérinchal, lithographie (donation Jean Triolet)[14].
- Département des estampes et de la photographie de la Bibliothèque nationale de France, Paris, 63 estampes[13].
- Musée d'Art moderne de la ville de Paris[4] :
  - Le nu et le masque, huile sur toile 200x240cm, 1961.
  - Les deux enfants, huile sur toile 117x90cm, dépôt à la protection de l'environnement.
- Musée d'Ennery, Paris, 3 toiles[1].
- Fonds national d'art contemporain, Puteaux, Nature morte, huile sur toile 97x194cm[4].
- Musée Sainte-Croix, Poitiers, 1 toile[1].

### Arménie
- Musée national, Erevan.
- Musée-institut du génocide arménien, Erevan, Eghern (Génocide), 34 tableaux, don de l'artiste[19],[20].

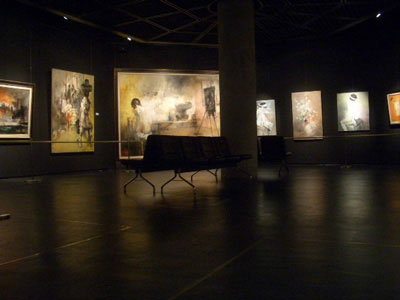
Musée Jansem, Azumino

### Japon
- Musée Jansem, Tokyo.
- Musée Jansem, Azumino, Nagano-Ken[21].

### Russie
- Musée Pouchkine, Moscou.

### Suisse
- Musée d'art de Pully.

## Collections privées
- Charles Aznavour[1].
- Francis Bouygues[1].
- Yul Brynner, Lausanne[1].
- Marcel Frange, Villemoisson-sur-Orge[1].
- Loel Guinness[1].
- Anthony Quinn[1].
- François Reichenbach[1].
- Debbie Reynolds[1].
- Maria Schell[1].
- Robert Sumpf, Californie[1].

#### Monographies et catalogues raisonnés
- Waldemar George, Corps et visages féminins, Éditions Art et Industrie, 1955.
- Jean-Albert Cartier, Jansem, Éditions Pierre Cailler, Genève, 1957.
- Raymond Nacenta, The School of Paris - The painters and the artistic climate of Paris since 1910, Oldbourne Press, Londres, 1960.
- Jean-Robert Delahat, Jansem, Éditions Terre d'Europe, Bruxelles, 1963.
- Marcel Zahar, Jansem, Éditions Pierre Cailler, Genève, 1964.
- Raymond Charmet, Dictionnaire de l'art contemporain, Larousse, Paris, 1965.
- René Huyghe de l'Académie française et Jean Rudel, L'art et le monde moderne, Larousse, Paris, 1970.
- Jean Dalevèze (préface), Jansem - Œuvres Graphiques 1954-1970, catalogue raisonné, 8 lithographies originales, Touchstone Publishers Ltd, New York, 1970.
- Pierre Mazars, Jansem, Éditions André Sauret, Monte-Carlo, 1974.
- Gui Delahaut, Jansem et la danse, Éditions Terre d'Europe, Bruxelles, 1975.
- Dictionnaire universel de la peinture, Le Robert, 1975.
- Jean-Marc Campagne (préface) et Jany Jansem (photos), Jansem, Dessins, Tome 1, Éditions Galerie Matignon/Imprimerie moderne du Lion, Paris, 1982.
- Yves Berger (préface) et Charles Sorlier (introduction), Jansem lithographe - 1954-1983, catalogue raisonné, Éditions de Francony, Nice, 1984.
- Patrick-F. Barrer, L'histoire du Salon d'automne de 1903 à nos jours, Arts et Images du Monde, 1992.
- Françoise Woimant, Marie-Cécile Miessner et Anne Mœglin-Delcroix, De Bonnard à Baselitz - Estampes et livres d'artistes, B.N.F., 1992.
- Jansem  - Gravures, catalogue raisonné Éditions Galerie Flora J, Paris, 1993.
- Lydia Harambourg, École de Paris, 1945-1965 - Dictionnaire des peintres, Éditions Ides et Calendes, 1993.
- Michel L'Héritier (préface), Jansem lithographe, 1984-1993 - Catalogue raisonné, Éditions Galerie Flora J et Enrico Navarra, Paris, 1993.
- Robert Moran, Le dessin, art des origines, Éditions Fleurus, Paris, 1993.
- Gérald Schurr, Le Guidargus de la peinture, Les Éditions de l'Amateur, 1996.
- Jean-Marc Campagne (préface), Jansem - Dessins, Tome 2, Éditions Galerie Matignon, Paris, 1999.
- Emmanuel Bénézit, Dictionnaire des peintres, sculpteurs, dessinateurs et graveurs, Gründ, 1999.
- Jansem lithographe  - 1993-1999, catalogue raisonné Éditions Galerie Flora J, Paris, 2000.
- Jean-Pierre Delarge, Dictionnaire des arts plastiques modernes et contemporains, Gründ, 2001.
- Lydia Harambourg (préface), Jansem : dessins - Ballerines, Éditions Reflets des Arts, Saintes, 2008.
- Guy Vignoht (préface), Jansem - Paysages, Éditions Reflets des Arts et Galerie Matignon, Paris, 2009.
- Éric Mercier, Années 50 - La Jeune Peinture, tome I : L'alternative figurative ; tome II : Panorama de la Jeune Peinture, ArtAcatos, 2010.
- Sous la direction de Pascal Ory, avec Marie-Claude Blanc-Chaléard, Dictionnaire des étrangers qui ont fait la France, Robert Laffont, 2013.
- René Chabannes, Quarante ans d'expositions au château de Val, Artogue, 2014.

#### Catalogues d'expositions
- 1959 : Jansem préface Marcel Zahar, Galerie Hervé, Paris.
- 1963 : Jansem - Processions, galerie Hervé, Paris.
- 1965 : Jansem - Personnages, Wally Findlay Galeries, New York, Chicago.
- 1965 : Jansem, galerie David et Garnier, Paris.
- 1966 : Paintings by Jansem, The Lefevre Gallery, Londres.
- 1967 : Jansem - Village of the fisherman, Wally Findlay Galeries.
- 1967 : Jansem - Venise, galerie David et Garnier, Paris.
- 1968 : Jansem - The art of Jansem (Dance), Wally Findlay Galeries.
- 1968 : The Ballet Backstage, Wally Findlay Galeries, New York..
- 1969 : Jansem - La Danse, galerie Maurice Garnier, Paris (français); Wally Findlay Galeries, Chicago (1970-English) ; galerie Tamenaga Tokyo et Osaka (1971-japanese).
- 1971 : Jansem - Corridas, galerie Maurice Garnier, Paris.
- 1972 : Recent Paintings by Jean Jansem, The Lefevre Gallery, Londres.
- 1974 : Jansem Rétrospective, Mitsukoshi, Tokyo.
- 1974 : Jansem, préface de Marcel Zahar, Alec Manoukian Art Center, Beyrouth.
- 1975 : Jansem - Le temps qui passe, galerie Maurice Garnier, Paris.
- 1976 : Jansem - Paysages, galerie Maurice Garnier, Paris.
- 1978 : Jansem - Mascarade, galerie Matignon, Paris (français) et Mitsukoshi, Tokyo (1978-1979, japanese).
- 1980 : Jansem - Masques, galerie Matignon, Paris.
- 1984 : Jean Jansem : peintures, Mitsukoshi Nihombashi, Tokyo et Galerie Mitsukoshi, Royal Hôtel? Osaka.
- 1986 : Jansem - Processions, galerie Matignon, Paris.
- 1991 : Jansem - Hommages, galerie Flora J., Paris.
- 1993 : Jansem - Carnavals 1988-1992, introduction de Sylvie Forestier, galerie Flora J. et Enrico Navarra, Paris.
- 1996 : Rétrospective Jansem, texte de Michel L'Héritier, Daimaru Museum, Akio Tsukahara, Azumino Jansem Museum.
- 1997 : Jansem - Atelier, galerie Matignon, Paris.
- 1999 : Jansem, galerie Christian Dazy, Dijon.
- 1999 : Jansem - Rétrospective, Presbytère St Jacques, Bergerac.
- 2000 : Jansem - Mythologies, préface de Lydia Harambourg, galerie Matignon, Paris.
- 2001 : Jansem - Massacres, préface de Pierre Magnard, éditions Jansem, Paris.
- 2002 : Jansem - Massacres, préface de Christian Blanc, Musée du Génocide arménien, Erevan, République d'Arménie.
- 2004 : Jansem Rétrospective, préface de Luis Porquet, Château de Vascœuil (Eure).

#### Articles de presse
- Raymond Cogniat, « Jansem », Le Figaro, 24 mai 1956.
- Marcel Zahar, « Jansem », Prisme des arts, n°11, mai 1957.
- Raymond Cogniat, « Jansem », 13 novembre 1957.
- André Warnod, « Jansem », Le Figaro, 26 novembre 1959.
- Guy Dornand, « Jansem », Libération, 26 novembre 1959.
- Raymond Charmet, « Jansem », Arts, février-mars 1963.
- Claude Roger-Marx, « Jansem », Le Figaro littéraire, 9 mars 1963.
- Jeanine Warnod, « Jansem », Le Figaro, 14 mars 1963.
- Marcel Espiau, « Jansem », Nouveaux jours, 15 mars 1963.
- René Barotte, « Jansem », Plaisir de France, mars 1963.
- Maguy Furhange, « Jansem », Nice-Matin, 23 mars 1963.
- Jean Rollin, « Jansem », 1er avril 1963.
- Éric Mercier, « La peinture des années 50 », La Gazette de l'Hôtel Drouot, n°14, 8 avril 2005.

### Interview
- Nathalie Benady et Olivier Rossignot, « Interview de Jean Jansem », Culturopoing, 2010 (durée : 65 min 47 s).